# Syneches planiceps
Syneches planiceps är en tvåvingeart som beskrevs av Axel Leonard Melander 1927. Syneches planiceps ingår i släktet Syneches och familjen puckeldansflugor. Inga underarter finns listade i Catalogue of Life.